# Skaterhockey-Oberliga 1991
Die Saison 1991 ist die 6. Spielzeit der Skaterhockey-Oberliga (auch Westdeutsche Oberliga, WOL), in der ein Deutscher Meister ermittelt wird. Ausrichter ist die Fachsparte Skaterhockey (FSH) im Deutschen Rollsport-Bund. Der Titelverteidiger Düsseldorf Rams wurde zum vierten Mal in Folge Deutscher Meister vor dem Stadtrivalen Bullskater Düsseldorf.

## Teilnehmer
| Klub                   | Standort   | Vorjahr              |
| ---------------------- | ---------- | -------------------- |
| HC Köln-West           | Köln       | 2.                   |
| Kölner SC Vingst       | Köln       | 6.                   |
| Kölner SC Hawks        | Köln       | 8.                   |
| Bullskater Düsseldorf  | Düsseldorf | 3.                   |
| Düsseldorf Rams        | Düsseldorf | Deutscher Meister    |
| Crash Eagles Kaarst    | Kaarst     | 4.                   |
| SHC Koblenz-Metternich | Koblenz    | 1. der Rheinlandliga |
| 1. SHC Essen           | Essen      | 7.                   |
| RSC Aachen             | Aachen     | 5.                   |

## Modus
Die Oberliga geht mit neun Mannschaften an den Start. Jede Mannschaft trifft in Hin- und Rückspiel auf jede andere Mannschaft. Für einen Sieg gibt es zwei Punkte, für ein Unentschieden einen Punkt. Bei Punktgleichheit zum Ende der Hauptrunde entscheidet der direkte Vergleich über die Rangfolge. Die Mannschaft, die die Saison auf dem ersten Platz beendet, ist Deutscher Meister. Die Mannschaft auf Rang neun steigt ab.

## Tabelle
|    | Mannschaft             | Sp | Tore    | +/-  | P     |
| -- | ---------------------- | -- | ------- | ---- | ----- |
| 1. | Düsseldorf Rams        | 16 | 173:054 | +119 | 32:0  |
| 2. | Bullskater Düsseldorf  | 16 | 187:102 | +085 | 25:07 |
| 3. | Crash Eagles Kaarst    | 16 | 144:089 | +055 | 20:12 |
| 4. | RSC Aachen             | 16 | 108:115 | −07  | 19:13 |
| 5. | HC Köln-West           | 16 | 132:127 | +05  | 18:14 |
| 6. | Kölner SC Hawks        | 16 | 101:140 | −039 | 10:22 |
| 7. | SHC Koblenz-Metternich | 16 | 088:129 | −041 | 09:23 |
| 8. | Kölner SC Vingst       | 16 | 092:130 | −038 | 08:24 |
| 9. | 1. SHC Essen           | 16 | 068:197 | −129 | 03:29 |

## Aufsteiger
Aus der Rheinlandliga steigt die SU Coeln als Zweiter auf. Der Tabellenerste HC Köln-West II war nicht aufstiegsberechtigt.
Die SU Coeln begann ursprünglich als RSC Rheinland/Team Jugendpark, schloss sich nach dessen Ausgliederung zur Saison 1987 dem SC Cologne als SC Cologne/Team Jugendpark an und wurde zur Saison 1989 als SU Coeln (ursprünglich geplant als SU Cologne) selbstständig.

## Pokalsieger
Im Endspiel um den Deutschen Inline-Skaterhockey-Pokal 1991 gewannen die Düsseldorf Rams am 8. Dezember 1991 gegen die Bullskater Düsseldorf in Köln mit 7:6.